# Distrofia macular viteliforme 2
La distrofia macular viteliforme de Best es una enfermedad ocular hereditaria poco frecuente, por lo que se incluye dentro de las enfermedades consideradas raras. Inicialmente no produce síntomas, sin embargo después de muchos años de evolución puede provocar una disminución de agudeza visual que se instaura de forma lenta y progresiva, no es raro que se detecte de forma casual al realizar un examen oftalmológico de un paciente joven con buena visión. Pertenece al grupo de enfermedades llamadas distrofias maculares, las cuales se caracterizan por afectar a la mácula, zona de la retina más sensible a la luz y que sirve para la visión fina de los detalles, por ejemplo para reconocer la cara de una persona cuando la vemos a cierta distancia.

## Historia
La primera descripción fue realizada en 1905 por el oftalmólogo alemán Friedrich Best (1871-1965), presentando 7 casos que correspondían a miembros de una misma familia, recibiendo la afección su nombre como reconocimiento.

## Herencia
Se transmite de padres a hijos según un patrón autosómico dominante. Está causada por una mutación que se localiza en el brazo largo del cromosoma 11 (11q13), la cual afecta a un gen que codifica una proteína muy importante para la función visual denominada bestrofina-1.

## Síntomas
Afecta a ambos ojos y se manifiesta inicialmente como una lesión de color amarillento por acúmulación de lipofucsina que aparece en el interior del ojo, en la zona dotada de mayor sensibilidad de la retina, la fovea. Al principio la lesión no afecta a la capacidad visual, pero progresivamente la zona de retina afectada se va atrofiando, produciéndose disminución de agudeza visual a partir de los 40 o 50 años. En la última fase evolutiva denominada neovascularización subretiniana, se desarrolla una membrana debajo de la retina (membrana neovascular subretiniana) que deja como secuela una cicatriz que ocasiona una disminución de visión muy importante que a veces se inicia de forma brusca.